# James Jackson (gouverneur)
Pour les articles homonymes, voir James Jackson (homonymie) et Jackson.
James Jackson (21 septembre 1757 - 19 mars 1806) est un homme politique américain né en Angleterre, membre du Parti républicain-démocrate. Il est membre de la Chambre des représentants des États-Unis de 1789 à 1791. Il est également sénateur de la Géorgie de 1793 à 1795 et de 1801 jusqu'à sa mort en 1806. En 1797, il est élu gouverneur de Géorgie et reste en poste jusqu'en 1801. Son petit-fils, également appelé James Jackson (en) (1819–1887), est également un homme politique.